# 목샤어
목샤어(Moksha)는 에르자어와 같이 모르도바어의 한 방언으로, 모르도바 공화국에서 러시아어, 에르자어와 함께 공용어로 지정된 언어이다. 그 화자를 목샤인이라 한다.

## 지역
현재 목샤어를 사용하는 사람들은 50만명이며 전통적으로 모르도바 공화국, 특히 그 서부에 분포되어 있다. 일부는 모르도비야 밖에도 거주한다.

## 문자
키릴 문자와 라틴 문자로 쓴다.
- 키릴 문자: А/а, Б/б, В/в, Г/г, Д/д, Е/е, Ё/ё, Ж/ж, З/з, И/и, Й/й, К/к, Л/л, М/м, Н/н, О/о, П/п, Р/р, С/с, Т/т, У/у, Ф/ф, Х/х, Ц/ц, Ч/ч, Ш/ш, Щ/щ, Ъ/ъ, Ы/ы, Ь/ь, Э/э, Ю/ю, Я/я
- 라틴 문자: Aa, Ää, Bb, Cc, Dd, Ee, Ff, Gg, Hh, Ii, Jj, Kk, Ll, Mm, Nn, Oo, Pp, Qq, Rr, Ss, Tt, Uu, Vv, Ww, Xx, Yy, Zz